# Enrique García (político argentino)
Enrique "Japonés" García (San Isidro, 8 de noviembre de 1938) es un empresario y político argentino de la Unión Cívica Radical. Fue intendente de Vicente López entre 1987 y 2011.

## Biografía

### Comienzos
García comenzó a militar en el socialismo a los 14 años. Más tarde, por consejo de su padre, se pasó al radicalismo. La militancia radical de García se remonta a los 70, en su Villa Martelli natal, uno de los barrios más postergados del distrito. Durante la última dictadura militar, García mantuvo su comité en la clandestinidad camuflándolo como una biblioteca. Dentro del radicalismo tuvo como referente a Ricardo Balbín y de él proviene su apodo:

Como a él le decían "El Chino volador", y yo tengo los ojos chiquitos, alguien me bautizó "El Japonés volador", y quedó...

En 1983 ganó como diputado provincial, apadrinado por el entonces presidente Raúl Alfonsín y cuatro años después llegó a la intendencia de Vicente López.

### Intendente de Vicente López (1987-2011)
García creó una fuerza denominada Frente Acción Comunal Vecinal (FACV) con la Unión Cívica Radical (UCR), el Partido Justicialista (PJ) y el Partido Acción Vecinal Comunal (AVC), entre otros. Con esta coalición se impuso en las elecciones diciembre de 1987 para el cargo de Intendente del Partido de Vicente López, en la Zona Norte del Gran Buenos Aires.   
Fue reelecto en su cargo en las elecciones de los años 1991, 1995, 1999. En estas últimas se presentó como candidato de La Alianza que impulsaba a De la Rúa como candidato a presidente. García protagonizó una interna con Melchor Posse para secundar a Graciela Fernández Meijide como candidata a la gobernación de la provincia pero perdió.
En las elecciones presidenciales del año 2003, constituye su Frente Comunal, sin acompañar a ningún candidato a nivel nacional ni provincial. Repite su política de abstención durante las elecciones legislativas del año 2005. 
En las elecciones presidenciales del año 2007, se une a la Concertación Plural, que es una alianza entre el Frente Para la Victoria (FPV) y parte de la Unión Cívica Radical (UCR) se los denominó Radicales K.
En 2006, García junto a otros políticos del radicalismo se suman a la Concertación Plural que forma parte del Frente para la Victoria, impulsando la candidatura presidencia de Cristina Fernández de Kirchner. Con este frente ganó las elecciones en 2007 y 2009. Luego del conflicto entre el gobierno nacional y los sectores rurales productivos (SRA, CONINAGRO, FAA, CRA), se alejaron del frente kirchnerista diversos intendentes y gobernadores justicialistas y radicales. Sin embargo El Frente Comunal de Enrique García se sigue definiendo como un espacio que apoya la gestión de Néstor Kirchner y Cristina Fernández de Kirchner.
En lo que respecta a su gestión, al finalizar en 2011 Vicente López contaba con casi el cien por ciento de los servicios básicos cubiertos y sin deudas: el distrito tiene un índice del 82% de cobro de los impuestos.[cita requerida] En 2001 se inauguró en su distrito  una  Nueva Planta Farmacéutica Roemmers-Pharma planta modelo de producción farmacéutica de Latinoamérica.
Durante su gestión se llevó a cabo el programa Vicente Lopez Digital que incluyó la instalación de más de 270 cámaras de seguridad en la ciudad, la instalación de  WIFI en la plaza L.N. Alem (Munro), Plaza La Paz (Florida Oeste), Plaza Almafuerte (Villa Martelli), Plaza Vicente López (Olivos) y en el Paseo de la Costa. Durante su gestión además se llevó a cabo el entubamiento del arroyo Medrano en Villa Martelli, la terminación de la escuela Dorrego en la parte oeste del distrito,  se construyeron 28 jardines de infantes y maternales, 70 escuelas y 1800 aulas durante todos estos años que estuvo al frente de la intendencia. La costa dejó de ser un basural, se multiplicaron los centros médicos y jardines de infantes y se llegó a un 100% de las calles asfaltadas. Hubo un crecimiento explosivo de emprendimientos en el cotizado corredor de Zona Norte conocido como "Libertador al Río" en Vicente López El partido atrajo diversos emprendimientos inmobiliarios de lujo y varias empresas radicadas en Capital Federal se mudaron a Olivos atrayendo cientos de millones de pesos en inversiones.

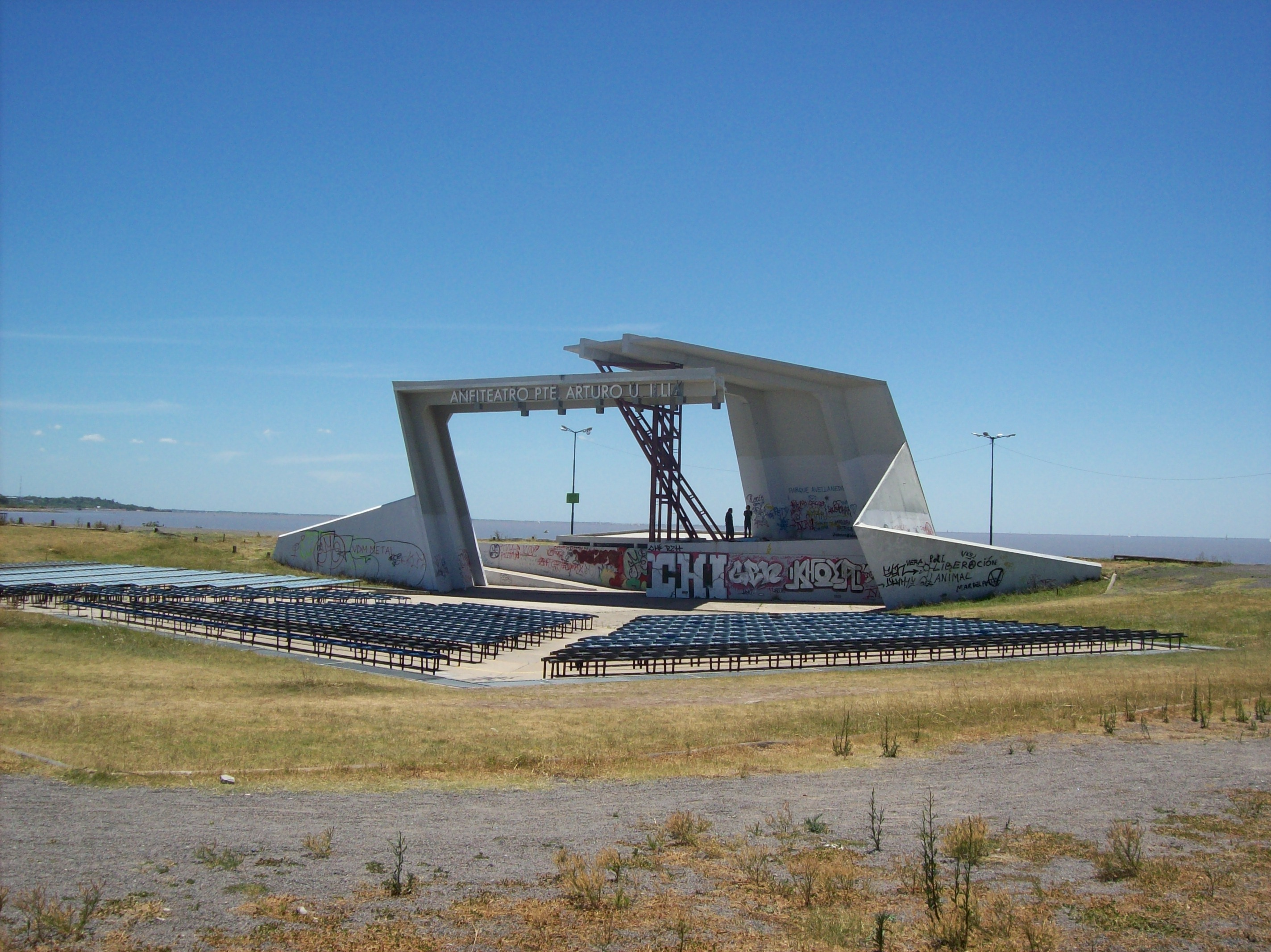
Anfiteatro en el Paseo de la Costa inaugurado en 2011.

En junio del 2011 inauguró el vial costero y el puente subyacente Néstor Kirchner, llamado así en honor al fallecido expresidente, uniendo la Avenida del Libertador, importante arteria de la Zona Norte y el nuevo camino costero.
También fue director de AySA (Agua potable y saneamiento en Argentina) para la Región Metropolitana Norte.

### Actividad posterior
En 2011 perdió las elecciones a intendente contra Jorge Macri (PRO) por cuatro puntos. En 2015 se volvieron a enfrentar en las urnas, imponiéndose una vez más Jorge Macri, esta vez con una diferencia de casi 35 puntos.